# Brod nad Tichou (hrad)
Brod nad Tichou je zaniklý hrad ve stejnojmenné vesnici jižně od Plané v okrese Tachov v Plzeňském kraji. Ve čtrnáctém a patnáctém století stával v místech kostela svatého Jakuba, fary a přilehlého hřbitova. Dochovaly se z něj nevýrazné terénní relikty a drobné fragmenty zdí.

## Historie
O hradu se nedochovaly žádné písemné prameny, ale podle archeologických nálezů byl osídlen v průběhu čtrnáctého a patnáctého století. Přilehlou vesnici až do roku 1370 vlastnili rytíři z Brodu. Ti byli potomky Vítka z Brodu připomínaného v roce 1234, který snad byl příslušníkem vedlejší větve rodu Vítkovců. Posledním z nich byl v letech 1365–1370 Petr (Pešek) z Brodu, po kterém hrad v roce 1379 držela Anna z Volfštejna, roku 1395 Jetřich z Gutštejna a v letech 1414–1425 Jindřich z Elstrberka. Od té doby patřil Brod nad Tichou k panství hradu Planá.
Miloslav Bělohlávek a August Sedláček předpokládali, že brodský hrad zanikl v při křížové výpravě roce 1431, během které němečtí křižáci vyplenili celé tehdejší městečko a pobili jeho české obyvatele.

## Stavební podoba
Hrad se nacházel na strmém návrší v místech, kde stojí kostel svatého Jakuba, jehož jádro pochází z patnáctého století a předpokládá se, že býval hradní kaplí. Z opevnění se dochovalo torzo příkopu a valu a v blízkosti fary také zlomek obvodové hradby široké dva metry.